# Gran Premi d'Espanya de motociclisme de 1964
El Gran Premi d'Espanya de motociclisme de 1964 fou la segona cursa de la temporada 1964 de motociclisme. La cursa es disputà al Circuit de Montjuïc (Barcelona, Catalunya) el dia 10 de maig de 1964.
A la categoria dels 50cc, Josep Maria Busquets dominà la cursa fins que se li trencà un amortidor de la Derbi oficial, deixant així via lliure a Hans-Georg Anscheidt. El cinquè classificat fou un jove Ángel Nieto, debutant al mundial a 17 anys.

## 250 cc
24 pilots inscrits.

### Arribats a la meta
| Pos. | Pilot              | Moto      | Temps         | Punts |
| ---- | ------------------ | --------- | ------------- | ----- |
| 1    | Tarquinio Provini  | Benelli   | 1h 04' 58" 43 | 8     |
| 2    | Jim Redman         | Honda     | +21" 71       | 6     |
| 3    | Phil Read          | Yamaha    | +53" 83       | 4     |
| 4    | Isamu Kasuya       | Honda     | +1 volta      | 3     |
| 5    | Hugh Anderson      | Suzuki    | +1 volta      | 2     |
| 6    | Jordi Sirera       | Montesa   | +1 volta      | 1     |
| 7    | Enric Sirera       | Montesa   | +1 volta      |       |
| 8    | Bert Schneider     | Suzuki    | +1 volta      |       |
| 9    | P.W. Jordan        | Yamaha    | +3 voltes     |       |
| 10   | Alberto Pagani     | Paton     | +4 voltes     |       |
| 11   | Roberto Patrignani | Aermacchi | +5 voltes     |       |

## 125 cc
24 pilots inscrits.

### Arribats a la meta
| Pos. | Pilot          | Moto    | Temps      | Punts |
| ---- | -------------- | ------- | ---------- | ----- |
| 1    | Luigi Taveri   | Honda   | 54' 34" 48 | 8     |
| 2    | Jim Redman     | Honda   | +45" 52    | 6     |
| 3    | Rex Avery      | EMC     | +1 volta   | 4     |
| 4    | Bert Schneider | Suzuki  | +1 volta   | 3     |
| 5    | Hugh Anderson  | Suzuki  | +1 volta   | 2     |
| 6    | Chris Vincent  | Honda   | +1 volta   | 1     |
| 7    | Jess Thomas    | Honda   | +1 volta   |       |
| 8    | Bruce Beale    | Honda   | +2 voltes  |       |
| 9    | Frank Perris   | Suzuki  | +2 voltes  |       |
| 10   | Ramiro Blanco  | Bultaco | +3 voltes  |       |

## 50 cc

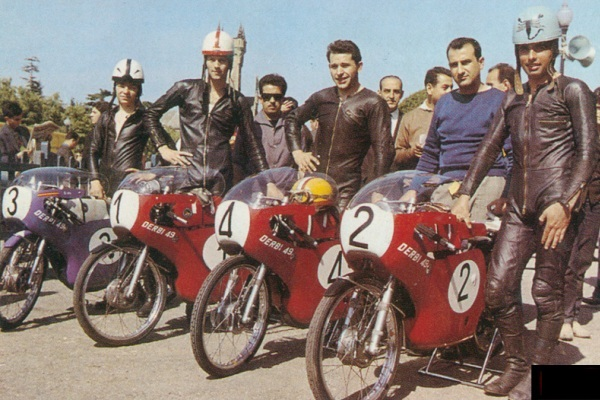
L'equip oficial Derbi poc abans de començar la cursa de 50cc. D'esquerra a dreta: Angel Nieto (3), Jan Tennis Huberts (1), Jacques Roca (4), Paco Tombas (de blau) i Josep Maria Busquets (2).

16 pilots inscrits.

### Arribats a la meta
| Pos. | Pilot                | Moto     | Temps      | Punts |
| ---- | -------------------- | -------- | ---------- | ----- |
| 1    | Hans-Georg Anscheidt | Kreidler | 30' 48" 18 | 8     |
| 2    | Hugh Anderson        | Suzuki   | +12" 54    | 6     |
| 3    | Mitsuo Itoh          | Suzuki   | +20" 91    | 4     |
| 4    | Isao Morishita       | Honda    | +38" 61    | 3     |
| 5    | Angel Nieto          | Derbi    | +1 volta   | 2     |
| 6    | Luigi Taveri         | Kreidler | +1 volta   | 1     |

## Sidecar
14 equips inscrits.

### Arribats a la meta
| Pos. | Pilot             | Passatger        | Moto                | Temps      | Punts |
| ---- | ----------------- | ---------------- | ------------------- | ---------- | ----- |
| 1    | Florian Camathias | Roland Föll      | Gilera              | 57' 26" 26 | 8     |
| 2    | Otto Kölle        | Dieter Hess      | BMW                 | +21" 06    | 6     |
| 3    | Georg Auerbacher  | Beno Heim        | BMW                 | +33" 59    | 4     |
| 4    | Max Deubel        | Emil Hörner      | BMW                 | +1' 03" 63 | 3     |
| 5    | Chris Vincent     | Keith Scott      | BMW                 | +1 volta   | 2     |
| 6    | Ludwig Hahn       | Heinz Schäfer    | BMW                 | +3 voltes  | 1     |
| 7    | Arsenius Butscher | Wolfgang Kalauch | BMW                 | +2 voltes  |       |
| 8    | Edgar Strub       | n.d.             | Greenwood-Matchless | +3 voltes  |       |